# Dyskografia YoungBloodZ
Dyskografia YoungBloodZ – amerykańskiej grupy muzycznej zawiera trzy albumy studyjne, jedną kompilację, dziewięć singli oraz występy gościnne.

## Albumy

### Albumy studyjne
| Informacje o albumie |
| --- |
| Against Da Grain - Wydany: 12 października, 1999 - Pozycja: #92 Rap - U.S. Sprzedaż: 299,000 - RIAA certyfikacja: - Single: "U-Way", "85/Billy Dee", "Shake Em' Off"  |
| Drankin’ Patnaz - Wydany: 26 sierpnia, 2003 - Pozycja: #5 Rap - U.S. Sprzedaż: 660,000+ - RIAA certyfikacja : Złoto - Single: "Damn!" ,"Lean Low", "Cadillac Pimpin'" |
| Ev’rybody Know Me - Wydany: 13 grudnia, 2005 - Pozycja: 53 - U.S. Sprzedaż: 200,000+ - Single: "Presidential" ,"Chop Chop"                                            |

### Kompilacje
| Informacje o albumie                                                                                     |
| --- |
| Still Grippin’ Tha Grain: The Best Of - Wydany: 21 listopada, 2006 - Pozycja: - U.S. Sprzedaż: - Single: |

## Single
| Rok  | Utwór                                  | U.S. Hot 100 | U.S. R&B | U.S. Rap | Album             |
| ---- | -------------------------------------- | ------------ | -------- | -------- | ----------------- |
| 1999 | "U-Way (How We Do It)"                 | -            | 46       | 3        | Against Da Grain  |
| 2000 | "85/Billy Dee (Interlude)"             | -            | -        | -        | Against Da Grain  |
| 2002 | "Cadillac Pimpin'"                     | -            | 93       | -        | Drankin’ Patnaz   |
| 2003 | "Damn!" (featuring Lil Jon)            | 4            | 2        | 1        | Drankin’ Patnaz   |
| 2003 | "Lean Low" (featuring Backbone)        | -            | 94       | -        | Drankin’ Patnaz   |
| 2005 | "Datz Me" (featuring Young Buck)       | -            | -        | -        | Ev’rybody Know Me |
| 2005 | "Presidential"                         | 81           | 26       | 20       | Ev’rybody Know Me |
| 2006 | "Chop Chop"                            | -            | 80       | -        | Ev’rybody Know Me |
| 2008 | "Ridin' Thru Atlanta" (featuring T.I.) | -            | -        | -        | Bad Influence     |

## Występy gościnne
- 1998: "Jazzy Hoes" Jermaine Dupri featuring YoungBloodZ, 8Ball, Mr. Black & Too Short
- 2001: "I’m Serious (Remix)" T.I. featuring Pastor Troy, YoungBloodZ & Lil Jon
- 2001: "Know What's Up" Blaque featuring YoungBloodZ
- 2003: "Come Get Some" TLC featuring Lil Jon & Sean P of the YoungBloodZ
- 2004: "I Smoke, I Drank (Remix)" Body Head Bangerz featuring YoungBloodZ
- 2004: "Okay" Nivea featuring Lil Jon & YoungBloodZ
- 2004: "Jook Gal (Head Gawn Remix)" Elephant Man featuring YoungBloodZ, Twista & Kiprich
- 2005: ""It's Whateva Wit Us" Three 6 Mafia (featuring Ying Yang Twins & Youngbloodz)
- 2005: "I’m Sprung 2" T-Pain featuring Trick Daddy & YoungBloodZ
- 2005: "What It Do" [B.J] featuring Sean P of the YoungBloodZ
- 2005: "Me And My Brother (Remix)" Ying Yang Twins featuring YoungBloodZ
- 2005: "Addicted to Pimpin" Too Short featuring YoungBloodZ
- 2005: "I Don’t Care" Young Rome featuring YoungBloodZ
- 2006: "Do It to It" Cherish featuring Sean Paul of the YoungBloodZ
- 2006: "Snap Yo Fingers" Lil Jon featuring E-40 & Sean P of the YoungBloodZ
- 2006: "You Should Be My Girl" Sammie featuring Sean P of the YoungBloodZ
- 2006: "Oh Yeah (Work)" Lil Scrappy featuring Sean P of the YoungBloodZ & E-40
- 2007: "Jump Off" Sterling Simms featuring Sean P of the YoungBloodZ
- 2007: "Khujo Goodie" feat Sean P of the YoungBloodZ & Trae - Like this (remix)
- 2007: "Like This (Remix)" Kelly Rowland featuring Eve & Sean P of the YoungBloodZ
- 2007: "Give In To Me (DOUBLE_U REMIX)" Michael Jackson featuring J-Bo of YoungBloodZ
- 2007: "Bagg Up" Messy Marv featuring Sean P of the YoungBloodZ
- 2007: "Wood Grippin" Bone crusher featuring Sean P of the YoungBloodZ
- 2007: "We Got It" Berner featuring San Quiin & Sean P of the YoungBloodZ
- 2007: "Real Head Bussa" Teflon ft. YoungBloodZ
- 2007: "U Already Know (A-town remix)" 112 featuring YoungBloodZ
- 2007: "Pop It For That Paper" Cassidy featuring Lil Wayne & Sean P of the YoungBloodZ
- 2008: "Put Em Up" Baby D featuring Pastor Troy & Sean P of the YoungBloodZ